# Anita Välkki

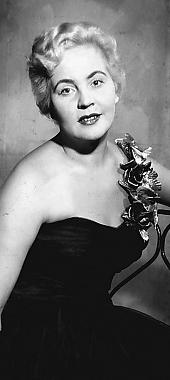
Anita Välkki, 1955

Anita Kaarina Välkki (* 25. Oktober 1926 in Sääksmäki; † 27. April 2011 in Helsinki) war eine finnische Opernsängerin (Sopran).

## Leben
Välkki begann ihre Bühnenlaufbahn als Schauspielerin und Operettensängerin an den Stadttheatern in Kokkola (1946–1951) und in Vaasa (1952–1955). Sie trat in dieser Phase ihrer Karriere unter anderem in der Titelrolle der Operette Gräfin Mariza auf.  Anschließend absolvierte sie ein Gesangsstudium in Helsinki, in dem sie ihre „Naturstimme“ professionell ausbilden ließ. Ihre Gesangslehrer waren die finnische Gesangspädagogin Tyyne Haase, der Tenor Jorma Huttunen und die finnische Koloratursopranistin Lea Piltti.
1954 debütierte sie als Konzertsängerin; 1955 wurde sie an die Finnische Nationaloper in Helsinki verpflichtet, wo sie bis 1963 festes Ensemblemitglied war. Ab 1960 gastierte Välkki  regelmäßig mit dem Ensemble der Finnischen Nationaloper an der Königlichen Oper in Stockholm. Dort hatte sie 1960 große Erfolge in der Titelrolle der Oper Tosca und als Santuzza in Cavalleria rusticana. Später gastierte sie in Stockholm auch in Aida und als Brünnhilde in Die Walküre. An der Finnischen Nationaloper sang Välkki neben dem Wagner-Fach unter anderem: Aida, Tosca, Santuzza, Turandot und die Titelrolle in Katja Kabanowa.
Ab 1961 gastierte sie auch außerhalb Skandinaviens. Sie sang an der Covent Garden Opera in London (1961 als Brünnhilde in Die Walküre, 1962 und 1964), am Teatro Massimo in Palermo (1962, ebenfalls als Brünnhilde in Die Walküre), am Opernhaus von Philadelphia (1963) und an der Metropolitan Opera in New York (Debüt: im Januar 1962 als Brünnhilde in Die Walküre); dort sang sie später mehrfach in der Spielzeit 1965/1966 die Kundry in Richard Wagners Bühnenweihfestspiel Parsifal.  
1963 und 1964 sang Välkki bei den Bayreuther Festspielen. Sie übernahm die Brünnhilde in Die Walküre und die Dritte Norn in Götterdämmerung. Von 1962 bis 1964 sang Vällki regelmäßig an der Wiener Staatsoper. Dort trat sie als Senta in Der fliegende Holländer, als Brünnhilde in Die Walküre und in der Titelrolle der Oper Turandot auf.
Bis Anfang der 1980er Jahre trat Välkki als Sopranistin auf; sie sang schwerpunktmäßig das hochdramatische Rollenfach und war besonders als Wagner-Sängerin geschätzt. Im Wagner-Fach sang sie außerdem Elisabeth und Venus in Tannhäuser und Isolde in Tristan und Isolde. Später vollzog sie einen Fachwechsel zum Mezzosopran. So sang sie bei den Savonlinna-Opernfestspielen 1983, 1985 und 1989 die Mezzosopran-Partie der Mary in Richard Wagners romantischer Oper Der fliegende Holländer. 
Välkki wirkte auch bei zwei wichtigen Uraufführungen mit: 1975 als Frau des Kaufmanns in der Oper Der Reitersmann von Aulis Sallinen (Opernfestspiele Savonlinna) und 1986 in der Oper Juha von Aarre Merikanto (Nationaloper Helsinki). 
1986 beendete sie offiziell ihre Karriere, trat jedoch weiterhin noch gelegentlich auf der Opernbühne und in Konzerten auf. Välkki war seit 1982 als Gesangsdozentin an der Sibelius-Akademie in Helsinki tätig. Välkki erhielt für ihr künstlerisches Wirken mehrere Auszeichnungen: die Medaille Pro Finlandia (1965), den Lea Piltti-Award (2002) und den Finnland-Preis für Kunst und Kultur (2004). 1971 legte sie ihre Autobiografie Taiteen vuoksi vor.
Välkki starb nach langer Krankheit.

## Tondokumente
Die Stimme von Anita Välkki ist auf einigen Tondokumenten erhalten. Insgesamt existieren jedoch  nur relativ wenige Aufnahmen. 
Välkkis einzige offizielle Schallplattenaufnahme war lange Zeit die Einspielung von Richard Wagners Der Ring des Nibelungen bei der Decca unter der musikalischen Leitung von Georg Solti; darin sang Välkki die Dritte Norn in der Götterdämmerung. Später wurden bei dem finnischen Label Finlandia Auszüge aus finnischen Opern und aus Wagner-Opern veröffentlicht. 
Außerdem sind Live-Mitschnitte der Opern Der Reitersmann (Uraufführung, Opernfestspiele Savonlinna 1975) und Der fliegende Holländer (Opernfestspiele Savonlinna, 1989) erhalten. Der Live-Mitschnitt des Fliegenden Holländers wurde mittlerweile auch auf DVD veröffentlicht. 
Veröffentlicht wurden ebenfalls eine Liveaufnahme der Oper Turandot (mit Välkki in der Titelrolle) von 1966 aus New York, Aida (mit Välkki in der Titelrolle) von 1960 aus Stockholm (Opera Depot), Die Walküre (mit Välkki als Brünnhilde) aus Bayreuth 1963 (Opera Depot), Die Walküre (mit Välkki als Brünnhilde) aus Bayreuth 1964 (Opera Depot) und Die Walküre aus London 1966 (Premiere Opera).